# Skandynawskie Centrum Biznesu i Kultury Nordic House w Krakowie

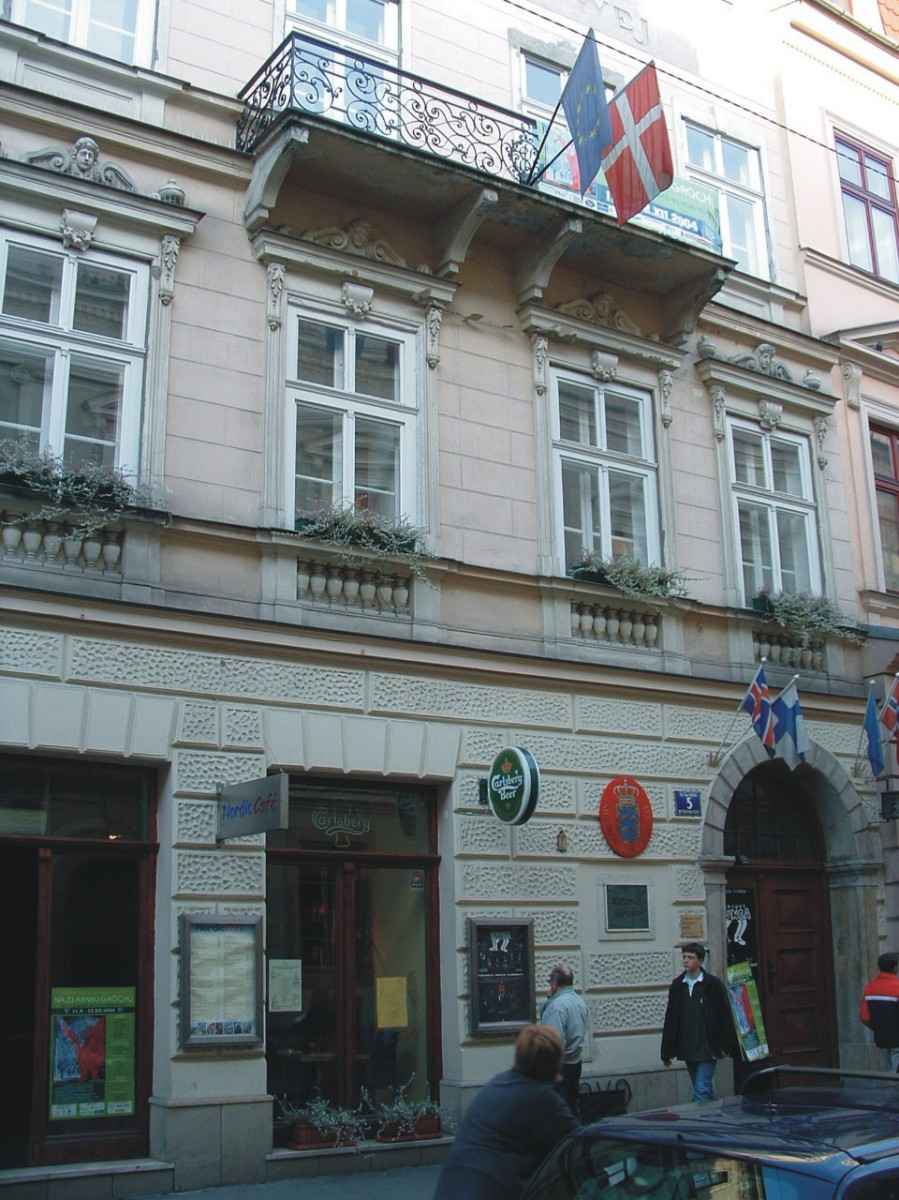
Nordic House

Skandynawskie Centrum Biznesu i Kultury Nordic House w Krakowie przy ul. św. Anny 5 to ośrodek promujący firmy i kulturę krajów skandynawskich powiązany z działalnością konsulatu honorowego Królestwa Danii.
Nordic House patronuje wielu imprezom kulturalnym, sesjom naukowym związanym ze Skandynawią, a przede wszystkim organizowanym corocznie od 2003 roku festiwalom poświęconym twórczości duńskiego baśniopisarza Hansa Christiana Andersena Na ziarnku grochu.  
Mieszczący się w XVI-wiecznej kamienicy jest obiektem wyjątkowym w skali polskiej: jako jedyny obiekt zabytkowy ma na dachu 24 m² paneli słonecznych, co w praktyce oznacza, że przy sprzyjających warunkach pogodowych już od marca cała energia potrzebna do ogrzewania obiektu jest czerpana ze słońca. Tylko w tym budynku w Polsce znajduje się unikatowa instalacja wykorzystująca najnowsze technologie: grzejniki w pomieszczeniach mają indywidualne sterowanie, a w kawiarni i piwiarni na parterze kamienicy ogrzewanie podłogowe sterowane jest za pomocą fal radiowych.